# Шу (божество)
Шу (егип. Šw «пустота» или «поднявшийся») — египетское божество воздуха и солнечных лучей, сын Атума, брат и муж Тефнут. После отождествления Атума с Ра считался сыном Ра.

## Мифология

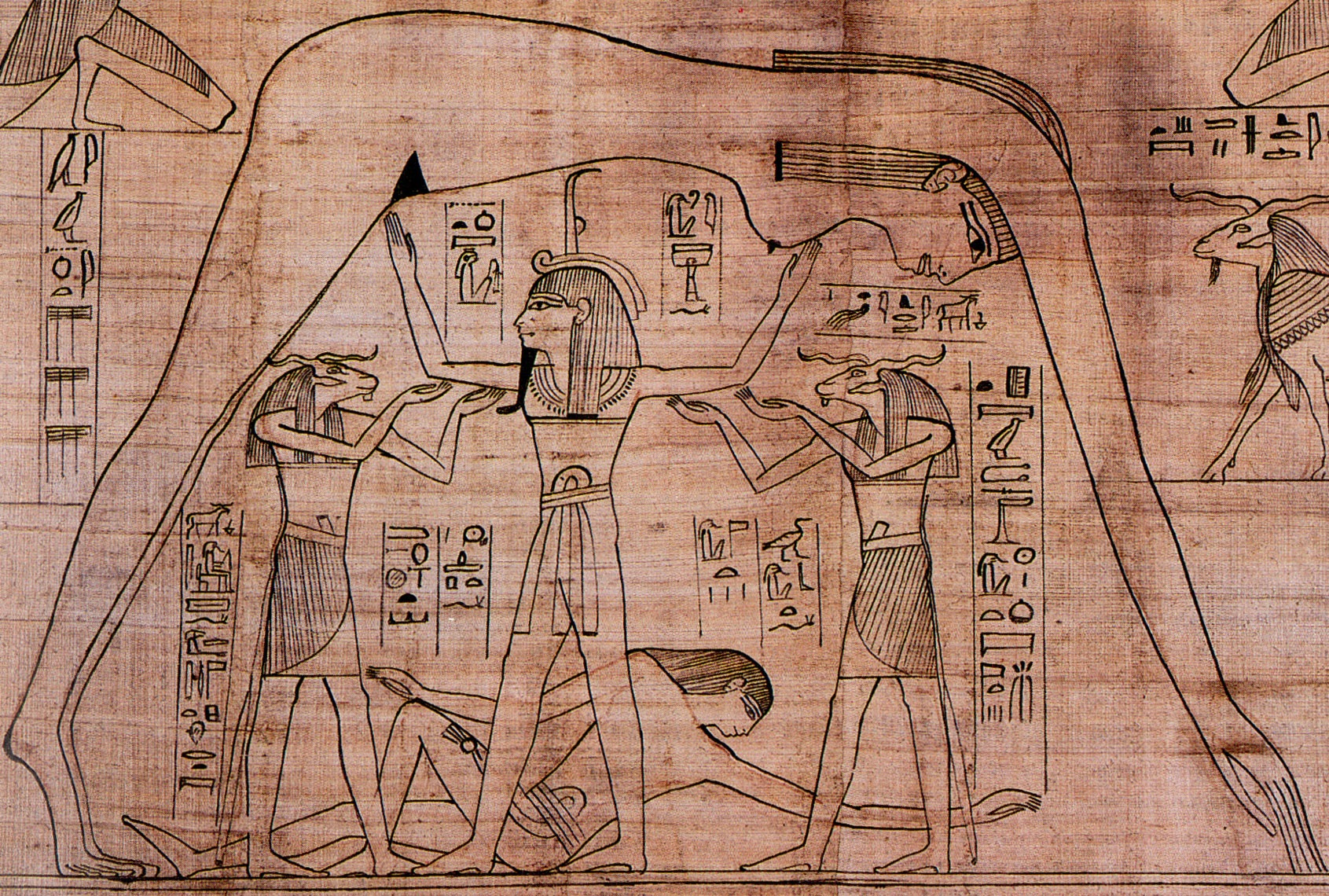
Шу (в центре) разделяет Геба и Нут. Папирус Гринфилда. Британский музей

Согласно гелиопольскому сказанию, бог солнца Атум-Ра зачал Шу и Тефнут, проглотив собственное семя, извергнутое им в свой рот, а затем родил эту пару богов, выплюнув их изо рта.
При мироздании Шу поднял небо — Нут — от земли — Геба и поддерживал его затем простёртыми руками. Когда Ра после своего царствования сел на спину небесной коровы, Шу также поддержал её руками. Таким образом, Шу — бог воздушного пространства, озаряемого солнцем; впоследствии он получил характер божества палящего полуденного солнца. В гимнах (в том числе в папирусе Харриса) Шу величается как низложитель врагов света, поражающий их копьём и пламенем. Поздние мифы рассказывали о царствовании Шу на земле вместе с Тефнут после ухода Ра: «Его величество Шу был превосходным царём неба, земли, преисподней, вод, ветров, наводнения, гор, моря». После многих тысячелетий он также вознёсся на небо. Шу считался вторым членом великой эннеады и сопоставлялся с богом войны Анхуром (имя последнего значит «носитель неба»), почитавшемся в Тинисе и Себенните, с Тотом и Хонсу.
Почитание Шу было особенно выразительным в Летополе в Дельте Нила, из храма которого перешли в Берлинский музей изображения Шу в виде льва и человека с головой льва, а также его трон, несомый львами. Ещё чаще он изображался в виде сидящего человека, с руками, простёртыми вверх для поддержки неба; до нас дошло множество статуэток этого рода — своеобразных прототипов Атлантов. На стенках саркофагов Нового царства обычны изображения его в тот момент, когда он разъединяет Нут и Геба.